# Ritterstraße (metro, Hamburg)
Ritterstraße is een metrostation in het stadsdeel Eilbek van de Duitse stad Hamburg. Het station werd geopend op 28 oktober 1962 en wordt bediend door lijn U1 van de metro van Hamburg.